# テレビカード
テレビカードはテレビを視聴するために必要なカードで病院や宿泊施設に備え付けられているテレビを視聴するためのプリペイドカードである。

## 概要
先述した通り、テレビを視聴するために必要なカード。病院や宿泊施設で使用するプリペイドカードは売店や自動販売機などで発売される。カードは発行する施設内のテレビなどのみで有効であることが多い。また、退院時やチェックアウト時にカードの度数が残っている場合は、フロントや窓口、精算機で残り度数を現金に換金できる。